# Демківці (Житомирський район)
Де́мківці — село в Україні, у Любарській селищній територіальній громаді Житомирського району Житомирської області. Населення становить 184 особи (2001).

## Історія
У 1906 році — село Деревицької волості Новоград-Волинського повіту Волинської губернії. Відстань від повітового міста 80 верст, від волості 6. Дворів 94, мешканців 468.
У 1928—54 роках — адміністративний центр Демковецької сільської ради Любарського району.
До 10 березня 2017 року село входило до складу Гізівщинської сільської ради Любарського району Житомирської області.

## Населення

### Мова
Розподіл населення за рідною мовою за даними перепису 2001 року:
| Мова       | Кількість | Відсоток |
| ---------- | --------- | -------- |
| українська | 183       | 99.46%   |
| російська  | 1         | 0.54%    |
| Усього     | 184       | 100%     |